# Marignat
Marignat era una comuna francesa que estaba situada en el departamento de Jura, de la región de Borgoña-Franco Condado, que en 1822 pasó a formar parte de la comuna de Chassal.

## Demografía
| Gráfica de evolución demográfica de Marignat entre 1793 y 1821 |
|                                                                |

Los datos demográficos contemplados en este gráfico se han cogido de la página francesa EHESS/Cassini.